# Łacińska Unia Monetarna

Kraje uczestniczące w Łacińskiej Unii Monetarnej od 1866 do 1914 roku

Łacińska Unia Monetarna – porozumienie monetarne zawarte w 1865 roku przez Belgię, Francję, Szwajcarię, Luksemburg i Włochy, a z czasem rozszerzone na inne państwa i istniejące do 1926 roku.

## Projekty monetarne Napoleona I
Projekt utworzenia uniwersalnej waluty, która miała stać się narzędziem francuskiej polityki międzynarodowej jako pierwszy stworzył Napoleon I, który w 1803 roku ustanowił system monetarny oparty na srebrze. Oparcie waluty na srebrze, a nie na tradycyjnie wykorzystywanym złocie wynikało z niedoboru tego surowca we francuskich rezerwach. Napoleon I wydał edykt określający kurs złota do srebra na poziomie 1:15,5. Dzięki temu zabiegowi do obiegu wprowadzono monety frankowe wybite z 4,5 grama czystego srebra, które jednak teoretycznie można było wymienić w Banku Francji na franki wybite z 0,29 g czystego złota.
System bimetaliczny w 1806 roku został wprowadzony w pierwszym kraju znajdującym się w strefie francuskich wpływów – Holandii. Po upadku Napoleona I wprowadzony przez niego system pieniężny przetrwał jedynie we Francji, podczas gdy pozostałe kraje go zarzuciły, a rolę międzynarodowej waluty rozliczeniowej przejął funt szterling.

## Kryzys bimetalizmu
Pierwszy większy kryzys franka został wywołany przez odkrycie znaczących złóż złota w USA. Duża podaż złota szybko obniżyła jego cenę w srebrze do stosunku 1:14. Z powodu utrzymywania przez Francję sztucznego kursu szybko rozpoczęła się fala spekulacji polegającej na wykupie we Francji srebra, za które kupowano w innych krajach złoto. Powolna reakcja francuskiego rządu spowodowała w szybkim tempie odpłynięcie z kraju 90 ton srebrnych monet o wartości 2 miliardów franków.
Dzięki zaistniałemu kryzysowi do władzy we Francji doszedł Napoleon III, który jednak zdecydowanie odrzucił pomysł reformy francuskiego systemu pieniężnego i sprzeciwił się też podejmowanym w latach 1851–1861 przez Brytyjczyków próbom stworzenia ogólnoświatowego systemu monetarnego zakładającego istnienie czterech walut narodowych (dolara amerykańskiego, guldena austriackiego, funta brytyjskiego i franka francuskiego) opartych na parytecie złota.

## Projekty walutowe Napoleona III

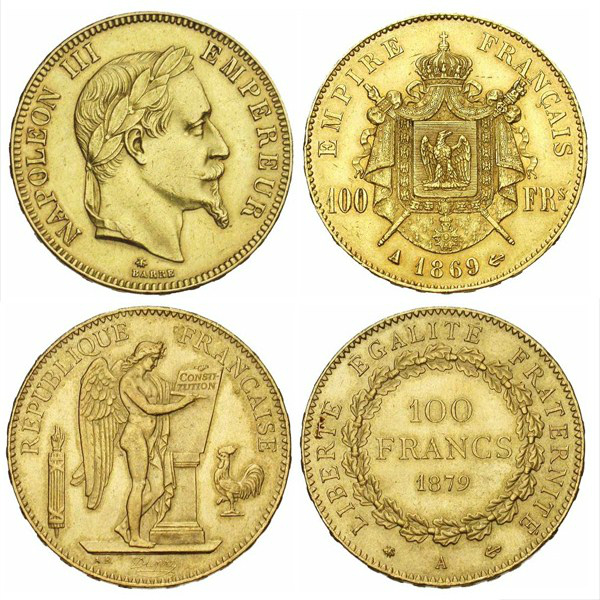
Francuskie złote monety 100-frankowe

Za namową ministra edukacji Félixa Esquirou de Parieu Napoleon III zaczął w 1860 roku podejmować starania stworzenia ogólnoświatowego systemu monetarnego opartego na systemie bimetalicznym. Intensywna francuska akcja dyplomatyczna pozwoliła 23 grudnia 1865 roku w Paryżu podpisać pomiędzy Belgią, Szwajcarią, Luksemburgiem, Włochami i Francją porozumienia tworzące Łacińską Unię Monetarną.
Pomimo ogólnego sukcesu porażką francuskiej dyplomacji było odrzucenie przez pozostałe kraje idei wprowadzenia franka jako jednolitej waluty i zobowiązanie, że bimetalizm będzie wprowadzony na okres przejściowy, a systemem docelowym zostanie standard oparty na parytecie złota, podobny do tego stosowanego przez Bank Anglii.
Wszyscy członkowie unii walutowej zachowali narodowe waluty, ale w obiegu pozostały jedynie srebrne monety o identycznej masie i zawartości kruszcu w stosunku do francuskiego franka. Dzięki temu możliwa była wymienialność monet po stałym kursie 1:1 pomiędzy wszystkimi krajami, dzięki czemu walut krajów stowarzyszonych można było używać na terenie całej unii. Zablokowana została także produkcja nowych monet ponad sumę 6 franków na jednego obywatela, co gwarantowało stabilność cen.
Łacińska Unia Monetarna była otwarta na przyjmowanie nowych członków, z czasem przystąpiło do niej 15 kolejnych krajów.

## Kryzysy walutowe w unii
W 1870 roku sekretarz stanu w Państwie Kościelnym, kardynał Giacomo Antonelli, zauważył możliwości wynikające z istnienia wspólnej waluty i nakazał mennicy bić w tajemnicy monety ze zmniejszoną zawartością srebra oraz wypuścić do obiegu sześć razy więcej monet niż zezwalał traktat tworzący unię walutową. Ze względu na małą siłę gospodarczą Państwa Kościelnego fałszowanie przez ten kraj pieniądza nie miało wielkiego wpływu na funkcjonowanie unii.
W 1871 roku Francja przegrała wojnę z Prusami, co oznaczało koniec jej dominacji w zachodniej Europie. Dwa lata później kanclerz Otto von Bismarck zdecydował oprzeć pruską walutę na parytecie złota, co dodatkowo osłabiło znaczenie unii.
Jeszcze w tej samej dekadzie amerykański gang fałszerzy założył w Nevadzie nielegalną mennicę, w której wytwarzano monety pięciofrankowe z obniżoną zawartością srebra i na masową skalę przewożono do Europy, gdzie wymieniano na oryginalne pieniądze lub złote monety z rezerw Banku Francji.
Z powodu ataków spekulantów francuski bank centralny w 1878 roku wstrzymał emisję nowych monet, jednak w obiegu pozostawały 3 mld srebrnych franków bez pokrycia w złocie, co spowodowało tzw. bimetalizm ułomny. Wkrótce potem Włochy wsparły swoją dotkniętą kryzysem gospodarkę przez emisję srebrnych lirów o niskich nominałach, co było sprzeczne z założeniami unii. Dla ratowania wiarygodności pieniądza w 1883 roku francuski bank centralny skupił te monety za 200 mln franków w złocie, pozbywając się większości swoich rezerw. Kolejnym krajem fałszującym wspólny pieniądz była Grecja, która zaczęła bić złote drachmy z obniżoną zawartością kruszcu. Proceder trwał przez 10 lat, po czym w 1908 roku inne państwa unijne wykryły fałszerstwo i usunęły Grecję z unii.
Pomimo usunięcia Grecji obywatele i przedsiębiorcy utracili zaufanie do systemu bimetalicznego. W 1920 roku banki szwajcarskie przestały przyjmować srebrne pięciofrankówki państw unii i zdawkowe monety belgijskie, w efekcie czego unia monetarna zaczęła upadać. W roku 1921 przyjęto procedurę likwidacyjną, którą zakończono w 1926 roku.
Na podobnych zasadach utworzono unię monetarną państw skandynawskich i unię między Austrią i Bawarią.